# Tamara Andrejewna Tyschkewitsch
Tamara Andrejewna Tyschkewitsch (russisch: Тамара Андреевна Тышкевич, * 31. März 1931 in Wizebsk; † 27. Dezember 1997 in Sankt Petersburg) war eine russische Leichtathletin und Olympiasiegerin, die für die Sowjetunion antrat. Bei einer Körpergröße von 1,70 m hatte sie ein Wettkampfgewicht von 116 kg. 
Beim ersten olympischen Auftritt der sowjetischen Mannschaft bei den Olympischen Spielen 1952 in Helsinki wurde das Kugelstoßen von den sowjetischen Stoßerinnen dominiert. Galina Sybina gewann mit neuem Weltrekord von 15,28 m Gold. Klawdija Totschonowa gewann Bronze mit 14,50 und Tamara Tyschkewitsch wurde Vierte mit 14,42 m. Die Silbermedaille ging an die bundesdeutsche Kugelstoßerin Marianne Werner mit 14,57 m.
Bei den Europameisterschaften 1954 gewann erneut Galina Sybina (15,65) vor Marija Kusnezowa (14,99). Tamara Tyschkewitsch belegte als dritte Vertreterin der Sowjetunion mit 14,78 m den dritten Platz.
Vor den Olympischen Spielen 1956 stand der Weltrekord von Galina Sybina bei 16,76 m. In Melbourne gewann Tamara Tyschkewitsch die Qualifikation mit 14,41 m vor Marianne Werner und Galina Sybina. Im Finale, das wie die Qualifikation am 30. November stattfand, verbesserte Galina Sybina dreimal ihren eigenen olympischen Rekord von Helsinki, der letzte Versuch landete bei 16,53 m. Tamara Tyschkewitsch stieß im letzten Versuch 16,59 m und gewann Gold vor Sybina und Werner (15,61). Die 16,59 m waren persönliche Bestleistung von Tyschkewitsch und wurden von ihr auch nie überboten. 
Bei den Europameisterschaften 1958 gewann Marianne Werner mit 15,74 vor Tamara Tyschkewitsch mit 15,54. Mit 15,53 lag die Ukrainerin Tamara Press direkt hinter ihr. 
Bei den Meisterschaften der Sowjetunion erreichte Tamara Tyschkewitsch von 1953 bis 1958 jedes Jahr einen Platz unter den ersten Drei, 1956 und 1957 wurde sie Meisterin vor Galina Sybina. 1960 wurde sie noch einmal Dritte hinter Tamara Press und Galina Sybina.